# اچ‌ام‌اس بولولو
اچ‌ام‌اس بولولو (به انگلیسی: HMS Bulolo) یک کشتی بود که طول آن ۴۱۳ فوت (۱۲۶ متر) بود. این کشتی در سال ۱۹۳۸ ساخته شد.